# Slambuc
A slambuc egy lebbencstésztából és krumpliból készülő, sokszor szalonnával ízesített pásztorétel. Hagyományosan bográcsban főzik. Rengeteg változata van, pirospaprika nélkül mezítlábasnak nevezik. A bográcsban készítettet van aki többször átforgatja, ekkor a bogrács oldalára, aljára lepirul, levét elfőzik. Ezért a másik neve az öhöm.  

## Eredete
A slambuc hajdú-bihari tájjellegű étel, valószínűleg a Hortobágyon készíthették először. A Hortobágyon kívül a megye többi részén is ismerik és készítik (pl. Hajdúszoboszlón, Hajdúböszörményben, Derecskén, Konyáron, Sárrétudvariban, Létán, Komádiban, Pocsajban stb.). Az ország többi részén is főznek hasonló ételeket, azokat azonban más névvel illetik és elkészítési módjuk is kisebb-nagyobb mértékben eltér. A régi, 32 lapos magyar kártya lapjainak egymásra pakolásával számolták az étel megforgatását a pásztorok. Forgatás után, amikor felszuszogott az étel, leraktak egy kártyalapot, és megforgatták ismét azt. Ahány lap, annyi forgatás szükségeltetett a "szuszóka", vagy ahogyan mindenki ismeri, a slambuc elkészüléséhez.
A slambucot nem szabad összetéveszteni a krumplis tésztával, amit "igen sok helyen grenadiermarsch-két" hívnak; tőlünk kicsit nyugatabbra.
A következő neveken is ismerik: öreglebbencs, öhöm, öhön, handabakáré, galaburgyi, galabugyri, betyáros, topogó, tanyai levetlen, tésztakása, cserászka.

## Elkészítése
A slambuc többféleképpen is készíthető, általában apróra vágott szalonnát használnak, hagymát és paprikát fonnyasztanak, pirospaprikát, majd burgonyát tesznek hozzá és vízben összefőzik. Később teszik hozzá a tésztát. Van olyan változata is, amelyikben a tésztát a zsiradékban először megpirítják.  Tálalás előtt tepertővel szórják meg, de ez elhagyható. 
Dr. Ecsedi István etnográfus 1935-ös feljegyzése szerint elkészítési módja:
„A magyar a főzést kolompirhámozással nyitja meg. Mikor elég kolompirt meghámozva, karikára vágva felaprította, fog a pergeléshez. A sósszalonnát apróra darabolja, egyenesen a vasfazikba. A vasfazikat felteszi a tűzre, lassan süti, közben kavarja, hogy meg ne égjen. Mikor a szalonna-tepertő pirulni kezd, tördelt tésztát rak bele, annál jobb, minél jobban összetördeli a tésztát, belekavarja a zsírba és süti. A zsíros tészta szépen pirul, ő nem hagyja félben, süti, míg sötét piros nem lesz. Bizony már füstöl is, de a tésztába nincs, amelyik megégett volna és fekete lenne. Leveszi a tűzről, leteszi a földre, kavarja, míg a sülése meg nem szűnik. Ekkor félretolja a tésztát és egy fél kanál jó paprikát tesz a zsírba. A zsír a paprikától erős pezsgésbe jön, a forró zsír bordó piros lesz. Ekkor összekavarja a paprikás zsírt a pirított tésztával, s annyi vizet tölt rá, hogy felérje. Sót tesz bele, felakasztja a főzőfára, vagy otthon ráteszi a vaslábra, jó tüzet rak alá, a vékony vasfazikban gyorsan felfő a tészta, nem ázik el. A kevés levét nemsokára elfővi, de eddig a krumpli és tészta is megfő. A sűrű étel szuszog, sivít belőle a gőz, ezért szuszinkának is nevezik. A főző hosszúnyelű kanalával kavarja, különösen a vasfazik oldalát és a fenekét karmolja, hogy a sűrű étel oda ne ragadjék. A tűz zsaráttá válik. Az étel lassan fő, sőt sülni kezd. Többé már nem a kanál a főeszköz. A főző leakasztja a fülénél fogva a vasfazikat és megforgatja a sülő tésztát. Az összefőtt anyag egy darabban fordul meg a vasfazékban. Ha egy-egy kis rész a vasfazék oldalához ragad, kanalával lekaparja a többihez. Így sül szépen lassan. A főző forgatja, lassan megpirul, pompás illata kínálja.”